# Anne Poupinet
Anne Poupinet (ur. 27 kwietnia 2000) – francuska szablistka, srebrna medalistka mistrzostw świata.
Podczas mistrzostw świata w Kairze w 2022 roku wspólnie z Sarą Balzer, Sarah Noutcha i Caroline Queroli zdobyła srebrny medal w zawodach drużynowych. Na tej samej imprezie zajęła 42. miejsce indywidualnie.